# Поддубувек
Поддубувек (пол. Poddubówek) — село в Польщі, у гміні Сувалки Сувальського повіту Підляського воєводства.
Населення — 212 осіб (2011).
У 1975-1998 роках село належало до Сувальського воєводства.

## Демографія
Демографічна структура станом на 31 березня 2011 року:
|          | Загалом | Допрацездатний вік | Працездатний вік | Постпрацездатний вік |
| -------- | ------- | ------------------ | ---------------- | -------------------- |
| Чоловіки | 104     | 27                 | 67               | 10                   |
| Жінки    | 108     | 27                 | 53               | 28                   |
| Разом    | 212     | 54                 | 120              | 38                   |